# 里夫斯縣
里夫斯縣（英語：Reeves County）是美国德克萨斯州西部的一個縣，北部與新墨西哥州相鄰，面積6,843平方公里。根據美国人口普查局2020年數字顯示，人口僅有14,748人。縣治貝可斯。該縣成立於1884年，縣名紀念美利堅聯盟國的喬治·R·里夫斯上校。